# Giovanni Memola
Giovanni Memola (Bari, 8 agosto 1935) è un politico italiano.

## Biografia
Nato a Bari nel 1935, ha esercitato la professione di ingegnere e dirigente.
Storico esponente del Partito Socialista Italiano barese, è stato eletto più volte consigliere comunale della sua città. Dal gennaio 1992 al settembre 1993 ha ricoperto l'incarico di assessore, mentre il 27 ottobre 1994 è stato eletto sindaco di Bari, guidando la città nel turbolento periodo di crisi dovuto a una serie di inchieste giudiziarie. È stato l'ultimo sindaco socialista della città e l'ultimo amministratore prima dell'elezione diretta dei sindaci.
Ha preso parte alla rifondazione del Nuovo PSI ed è stato nominato segretario regionale del partito nel 2002.